# Hjulsjö
Hjulsjö är kyrkbyn i Hjulsjö socken i Hällefors kommun, Örebro län, Västmanland.
Byn ligger utmed riksväg 63 sydväst om sjön Kvisseln. I orten ligger Hjulsjö kyrka.